# Tribüne Bergpreis 1956
Der Tribüne Bergpreis 1956 war die 1. Austragung des Straßenradrennens Tribüne Bergpreis in der DDR. Es fand am 17. Juni in Wernigerode statt. Sieger wurde Gustav-Adolf Schur.

## Strecke
Der bergreiche Kurs wurde als Einzelzeitfahren über 53,3 Kilometer absolviert. Die Strecke führte von Wernigerode über Königshütte und Schierke zurück nach Wernigerode. Am Start waren 116 Radrennfahrer, darunter Mannschaften aus Braunschweig, Essen und Hildesheim.

## Rennverlauf
Im Abstand von einer Minute starteten die Fahrer. Bereits zur Hälfte hatte Schur die beste Zeit vorgelegt. Schur gewann das Rennen deutlich.

## Ergebnis
| Platz | Fahrer             | Verein                                     | Zeit (h) |
| ----- | ------------------ | ------------------------------------------ | -------- |
| 01.   | Gustav-Adolf Schur | SC DHfK Leipzig                            | 1:28:24  |
| 02.   | Wolfgang Grabo     | SC DHfK Leipzig                            | 1:30:44  |
| 03.   | Rolf Töpfer        | SC DHfK Leipzig                            | 1:32:54  |
| 04.   | Bartkowiak         | Radsport-Verein Braunschweig von 1923 e.V. | 1:32:55  |
| 05.   | Jager              | BSG Aufbau Börde Magdeburg                 | 1:33:24  |
| 06.   | Sosnietzki         | Radsport-Verein Braunschweig von 1923 e.V. | 1:33:29  |
| 0 …   |                    |                                            |          |